# Daikakuji-tō
La branche Daikaku-ji, ou Daikakuji-tō, est une lignée d'empereurs et de princes descendant de l'empereur Kameyama à la fin de l'époque de Kamakura. Elle doit son nom au temple bouddhique du Daikaku-ji à Kyoto, depuis lequel Kameyama exerça son gouvernement retiré. Cette lignée était en lutte pour le contrôle du trône du chrysanthème contre une branche rivale descendant d'un frère aîné de Kameyama, celle du Jimyōin-tō. En effet, après la mort de l'empereur Go-Saga, le shogunat de Kamakura avait augmenté son contrôle sur la cour et intervenait dans les choix de succession, imposant une certaine forme d'alternance entre les deux lignées. 
Durant le règne de l'empereur Hanazono de la lignée du Jimyōin-tō, la dispute de succession se règle grâce à un accord entre les deux parties et le Bakufu, pour alterner le trône entre les deux branches tous les 10 ans. En vertu de cet accord, Hanazono abdique donc en 1318 en faveur de son cousin Go-Daigo, de la lignée Daikakuji, mais ce dernier refuse de rendre le trône au bout de dix ans et initie la restauration de Kemmu.
Après l'échec de cette dernière, ayant perdu le contrôle de la capitale, Go-Daigo se réfugie dans les montagnes à Yoshino, où il établit la cour du Sud (Nanchō), pendant qu'un empereur de la lignée du Jimyōin-tō est mis sur le trône de la cour du Nord, à Kyoto. Cependant, la dynastie du Sud, descendante de la branche Daikaku-ji ne parvient pas à s'imposer, et après une période de 60 ans de lutte entre les deux cours appelée époque Nanboku-chō, finit par accepter la réunification.

## Sources
- (fr) Louis Frédéric, Le Japon, dictionnaire et civilisation, Paris, Robert Laffont, coll. « Bouquins », 1996, 1419 p. [détail des éditions] (ISBN 2-221-06764-9)
- (fr) Francine Hérail, Histoire du Japon - des origines à la fin de Meiji, Paris, Publications orientalistes de France, 1996 [détail de l’édition] (ISBN 2716902380)